# Ք
Keh , o Kʼe (mayúscula: Ք; minúscula: ք; armenio : քե; armenio clásico : քէ) es la trigésima sexta letra del alfabeto armenio. Representa la oclusiva velar aspirada sorda (/kʰ/) tanto en las variedades orientales como occidentales del armenio. Creado por Mesrop Mashtots en el siglo 5, tiene un valor numérico de 9000. Su forma en minúscula se asemeja a la letra latina P (p), pero con una raya.

## Código informático
| Carácter      | Ք                     | Ք                     | ք                           | ք                           |
| ------------- | --------------------- | --------------------- | --------------------------- | --------------------------- |
| Unicode       | MAYÚSCULA ARMENIA KEH | MAYÚSCULA ARMENIA KEH | LETRA MINÚSCULA ARMENIA KEH | LETRA MINÚSCULA ARMENIA KEH |
| Codificación  | decimal               | hex                   | decimal                     | hex                         |
| Unicode       | 1364                  | U+0554                | 1412                        | U+0584                      |
| UTF-8         | 213 148               | D5 94                 | 214 132                     | D6 84                       |
| Ref. numérica | &#1364;               | &#x554;               | &#1412;                     | &#x584;                     |